# Gorges de Saint-Georges
Les gorges de Saint-Georges sont des gorges qui se situent dans le massif des Pyrénées, au sud du département de l'Aude. Creusées par le fleuve Aude, elles font partie des gorges de la haute vallée de l'Aude. Ce canyon particulièrement étroit sur toute sa longueur a une route creusée dans son flanc, proche du cours d'eau (une dizaine de mètres au-dessus, inondée lors de la crue du 23 janvier 2020).

## Géographie

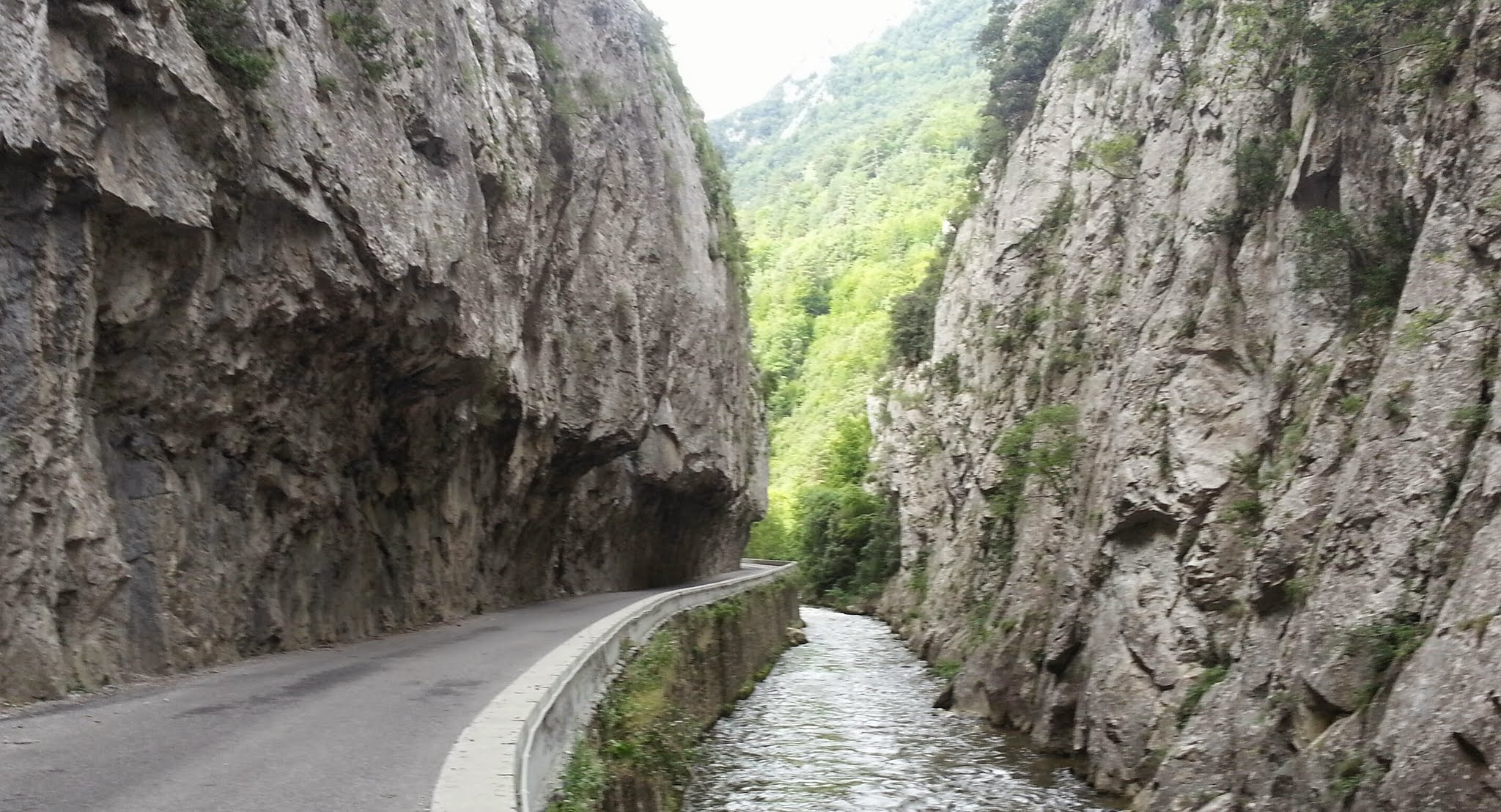
La route surplombant le cours de l'Aude au cœur des gorges de Saint-Georges.

L'Aude, depuis sa source au lac d'Aude, a érodé le calcaire à son passage à travers les barres karstiques des Pyrénées comme aux gorges de la Pierre-Lys, mais aussi aux gorges de Saint-Georges. Cette faille fait 300 m de longueur, 15 m de large au niveau de la route, avec des falaises abruptes de plus de 150 m.
Situées sur la commune d'Axat, au sud de ce bourg (une partie de la rive gauche de l'Aude dans les gorges est dans la commune d'Artigues), ces gorges constituent longtemps un obstacle pour remonter vers la source de l'Aude. Elles forment aujourd'hui un site naturel remarquable.

## Histoire
Le nom de ce défilé aurait pour origine un petit monastère bâti à proximité qui apparaît dans l'inventaire Rocque des actes de l'archevêché de Narbonne (907-1639).

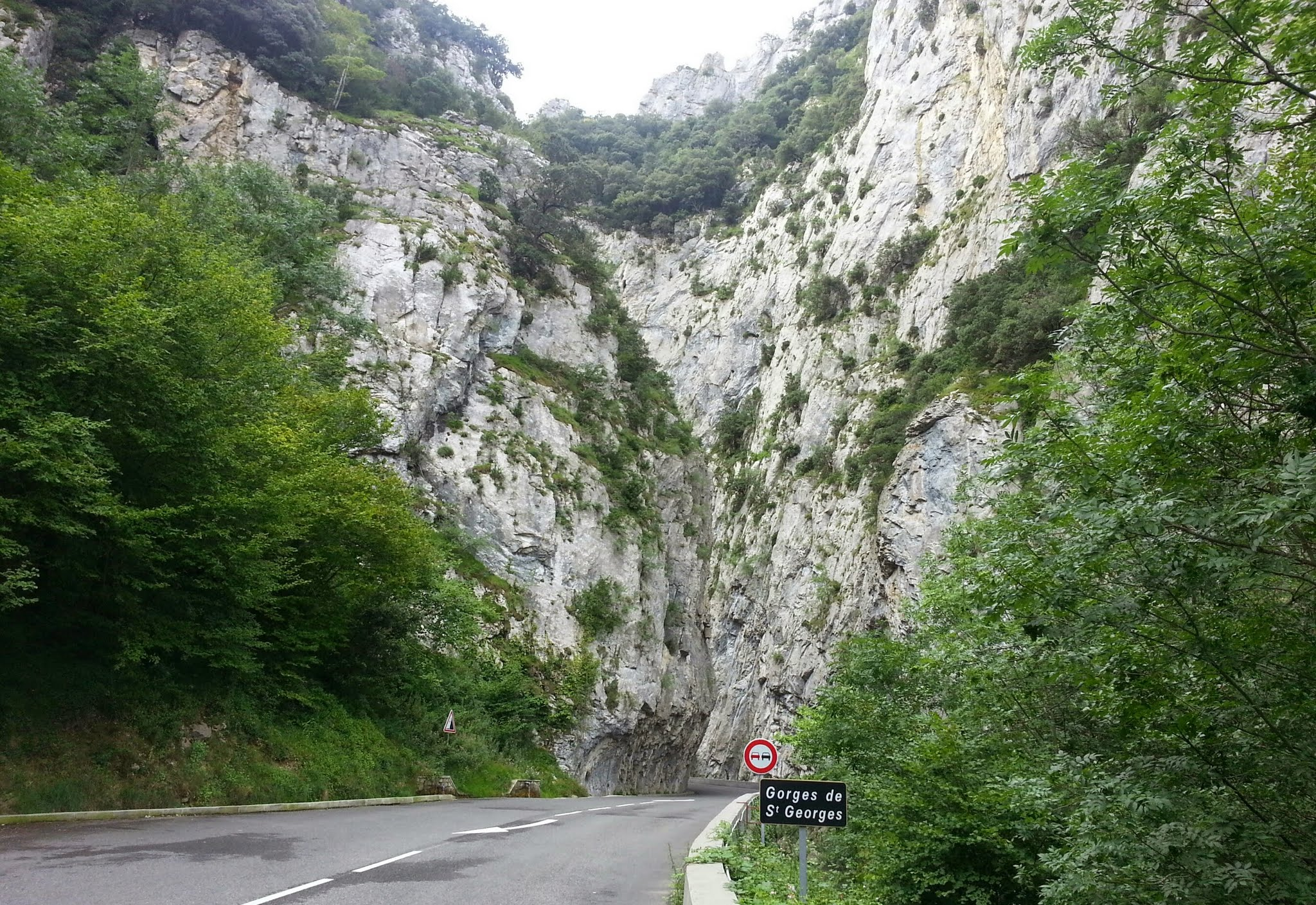
Arrivée à Axat par les gorges de Saint-Georges, de nos jours.

Les gorges n'étaient empruntables que par un sentier passant au-dessus, ou à pied par le cours du fleuve lorsque son niveau était bas et ceci jusqu'au début du XIXe siècle. Précédemment, la rivière pouvait être utilisée pour le transport de bois flotté. Obstacle naturel, situé dans la région historique du Fenouillèdes, elles ont longtemps protégé Axat des invasions espagnoles du XVIe siècle. Toutefois, depuis le Moyen Âge, les incursions venant du royaume d'Aragon, alors tout proche, étaient souvent accompagnées de pillages et d'incendies des maisons des habitants d'Axat et des alentours. Au débouché immédiat des gorges, le château d'Axat à deux enceintes fortifiées constituait une place forte défensive et un refuge pour les habitants, partie avec le château de Puilaurens du dispositif avancé de défense de la cité de Carcassonne en cette marche frontière du royaume de France face au royaume d'Aragon. Il verrouillait alors le passage plus avant dans la haute vallée de l'Aude, vers l'aval. Situé entre les châteaux de Puilaurens et de Puivert, son rôle militaire était d'empêcher les infiltrations du royaume d'Aragon voisin, à travers les encaissements chaotiques et les forêts profondes de la haute vallée.
Dans un décret impérial du 7 janvier 1813, il est prévu de classer comme route départementale 17 la route de Quillan à Roquefort, par Belviane (sic), Saint-Martin-lès-Axat (sic) et Sainte-Colombe. Cette route passe par les gorges de Saint-Georges. Cette route est à l'époque plus un projet qu'une réalité. Réalité qui prend sens dans cette statistique rapportée par Jean-Pierre Cros-Mayrevieille en 1837 comparant l'évolution des populations entre 1816 et 1836 des villages principalement concernés par cette nouvelle route : un tiers de population en plus en 20 ans.
Jusqu'en 1840, il est interdit pour des raisons militaires (empêcher le passage de trains d'artillerie depuis l'Espagne) d'élargir la route dans les gorges de Saint-Georges et de la Pierre-lys de plus de 2 mètres de large. Les travaux d'élargissement de la route dans les gorges peuvent entraîner des accidents comme celui rapporté par le Courrier de l'Aude du 14 avril 1858. La route est prise pour moitié sur la montagne et pour moitié sur la rivière avec des murs de pierres prenant pied directement dans le lit du fleuve. Le 28 décembre 1866, l'ancien « chemin de Vauban » entre Quillan et Mont-Louis est abandonné au profit de la nouvelle route nationale 118 suivant le cours de l'Aude et donc passant par les gorges de Saint-Georges.
Le 25 décembre 1900, l'usine de Saint-Georges, située juste à la sortie des gorges, fut mise en service. Cette centrale hydroélectrique, œuvre de Joachim Estrade, fut la première à produire de l'électricité pour un transport à haute tension (20 000 volts, courant triphasé, 50 Hz). La prise d'eau de l'Aude servant de force motrice à cette usine est réalisée au barrage de Gesse.

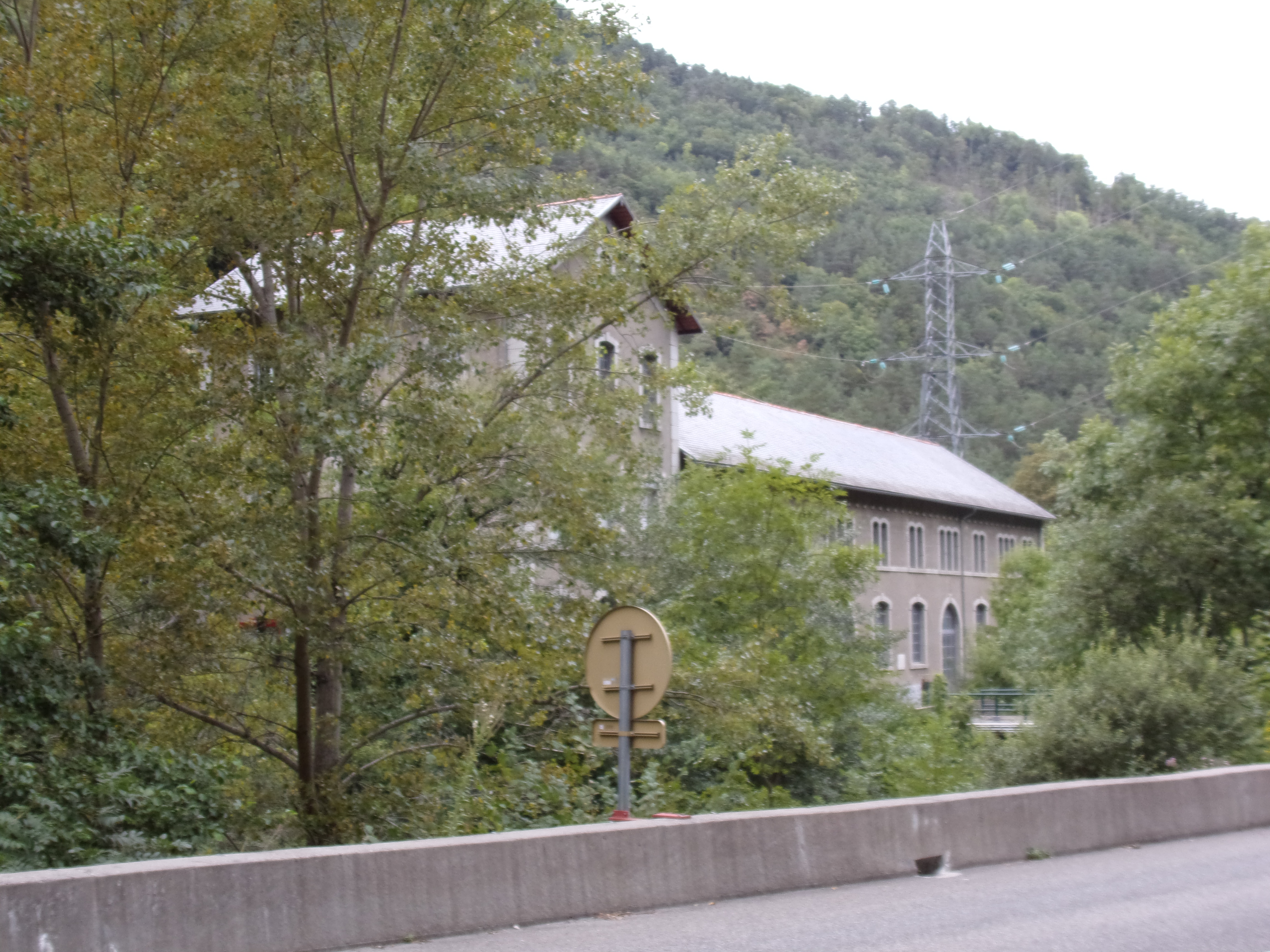
Usine de Saint-Georges.
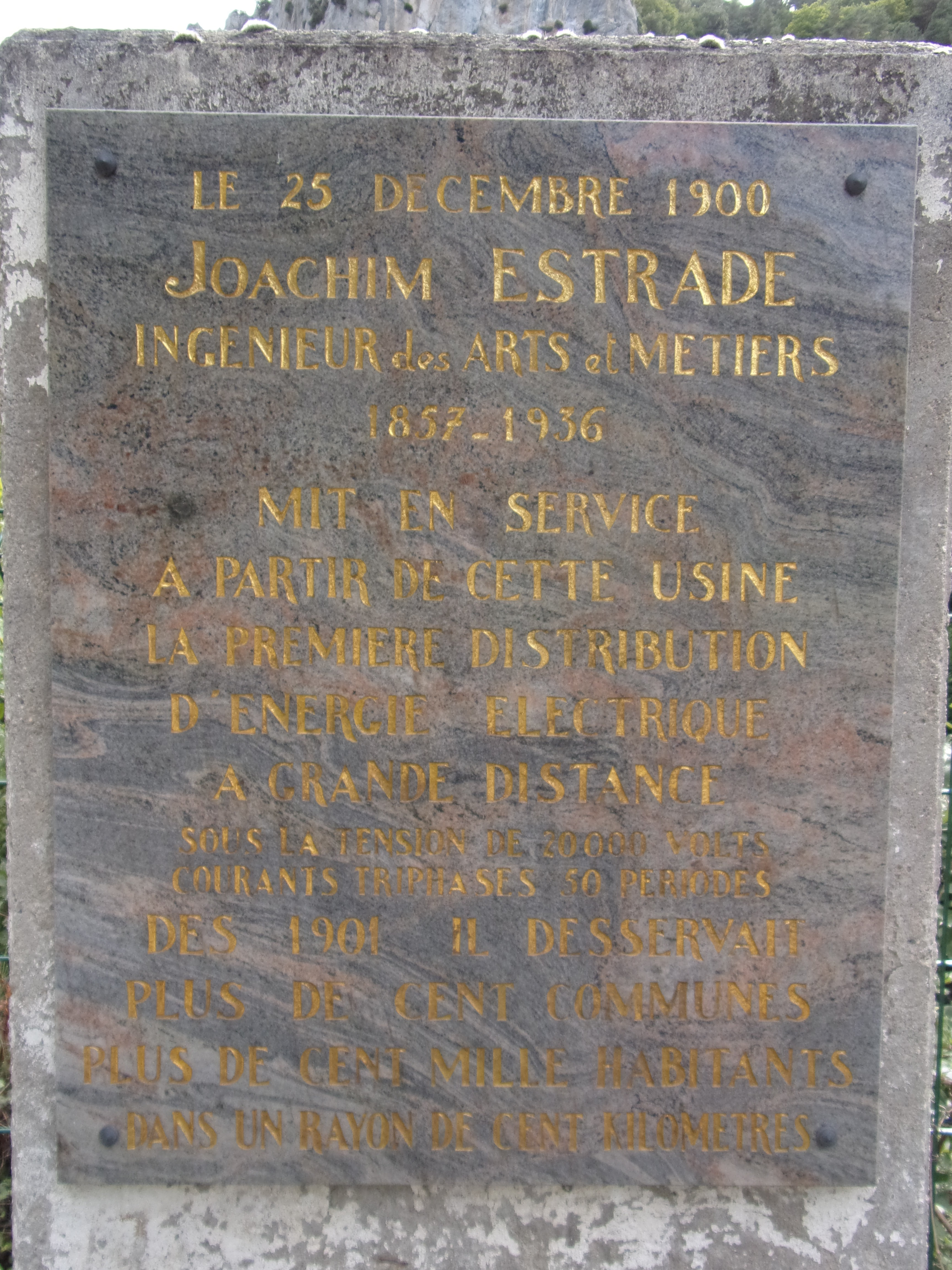
Plaque commémorative de l'usine de Saint Georges

En octobre 2013, le conseil général de l'Aude a mis en place une circulation alternée dans les gorges en plaçant aux deux extrémités des feux dit « intelligents ».
Le défilé de Saint-Georges est inscrit au titre des sites naturels depuis 1943.

## Sports
Les gorges de Saint-Georges sont un site privilégié pour la pratique du rafting.
Pour les randonneurs, un sentier relie le bourg d'Axat au belvédère qui surplombe le canyon.